# William Dalton
William Dalton (Benalla, 8 novembre 1916 – 10 maggio 2004) è stato un gesuita e biblista australiano.
Fu professore di esegesi del Nuovo Testamento al Pontificio Istituto Biblico dal 1975 al 1981.

## Biografia
Entrato nella Compagnia di Gesù il 10 marzo 1934, aveva compiuto gli studi di filosofia e teologia presso il Canisius College, a Perth (Australia), ed era stato ordinato presbitero il 5 gennaio 1949.
Dal 1949 al 1952 fu iscritto al Pontificio Istituto Biblico, conseguendo la Licenza in Sacra Scrittura il 18 giugno 1951 e frequentando il III anno (ad Doctoratum).
Dal 1954 al 1961 fu professore di Sacra Scrittura al Canisius College di Pymble (Australia), ricoprendo anche vari incarichi a livello comunitario.
Negli anni 1962-63 ritornò al Pontificio Istituto Biblico per preparare il suo dottorato, sotto la direzione dei professori Maximiliano Zerwick e Stanislas Lyonnet. Il 12 dicembre 1963 difese la tesi dal titolo Christ's Proclamation to the Spirits. A Study of 1Peter 3:18-4:6 e ottenne il dottorato summa cum laude. La tesi fu pubblicata poi come n. 23 della collana Analecta Biblica.
Ritornato in Australia, diede un contributo decisivo alla fondazione del Jesuit Theological College di Parkville, di cui fu anche Rettore dal 1968 al 1975.
Nel primo semestre dell'anno accademico 1975-76 fu professore invitato nella Facoltà Biblica del Biblico, e dal secondo semestre dell'anno successivo ne divenne professore stabile. Rimase a Roma fino al 1981 ricoprendo anche la carica di superiore della comunità gesuita.
Nel triennio 1981-84 fu a Gerusalemme come direttore del locale Istituto Biblico gesuita e superiore della comunità.
Dopo un anno sabbatico trascorso negli Stati Uniti, ritornò di nuovo in Australia, come professore al Jesuit Theological College fino al 1991, quando divenne emerito.
Gli ultimi dodici anni della sua vita furono anni di grande sofferenza fisica. Impedito di svolgere quelle attività che avevano caratterizzato tutta la sua vita, a detta di quanti lo conoscevano visse con fede l'ultimo impegno apostolico per un gesuita: "Pregare per la Chiesa e la Compagnia".

## Valutazione globale
William Dalton fu il primo australiano a conseguire il dottorato in Sacra Scrittura al Pontificio Istituto Biblico, e fu uno dei principali biblisti australiani della sua generazione. Con i suoi scritti, il suo insegnamento e la forte capacità di comunicazione diede un notevole contributo allo sviluppo degli studi biblici nel suo paese. I suoi studi sulla prima lettera di Pietro sono un punto di riferimento obbligato per l'interpretazione di questo scritto neotestamentario.
I suoi compagni di lavoro lo percepivano come un carattere vivace e cordiale, e lo vedevano naturalmente portato all'amicizia e al dialogo, sia all'interno della propria comunità che all'esterno.
L'ecumenismo fu per lui una realtà ancora prima che esso prendesse piede nella Chiesa col Concilio Vaticano II.
Gli anni a Gerusalemme rafforzarono una delle sue principali preoccupazioni di biblista, che cioè il Nuovo Testamento non deve essere interpretato in modo ostile o repressivo verso gli ebrei e il giudaismo.